# クアンシーの滝
座標: 北緯19度44分57秒 東経101度59分30秒 / 北緯19.74917度 東経101.99167度

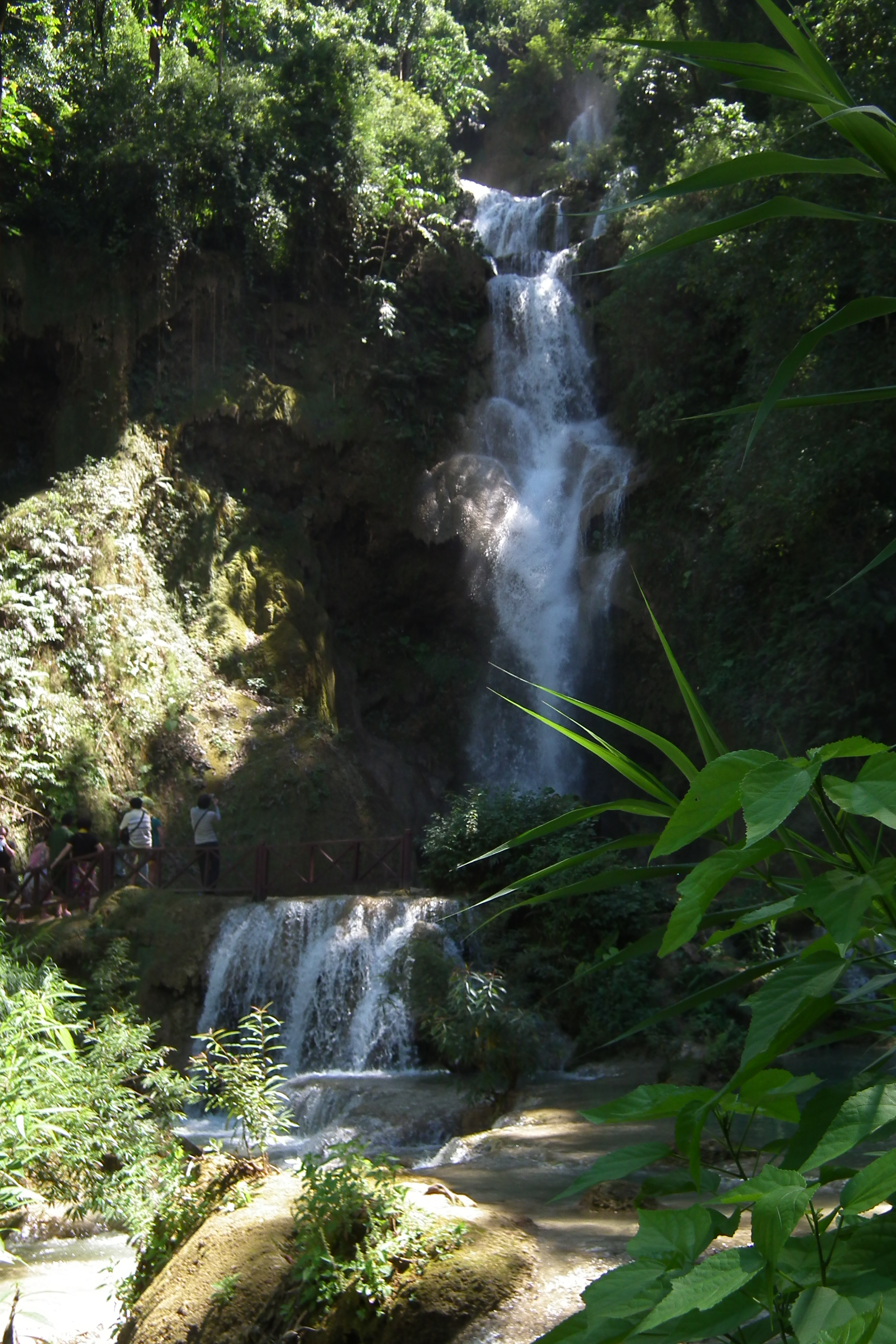
ラオス、ルアンパバーン、クアンシーの滝

クアンシーの滝（クアンシーのたき、Kuang Si Falls）は、ラオスのルアンプラバーン市街から南に約29キロメートルにある3層からなる滝。メコン川の支流となる。

## 概要

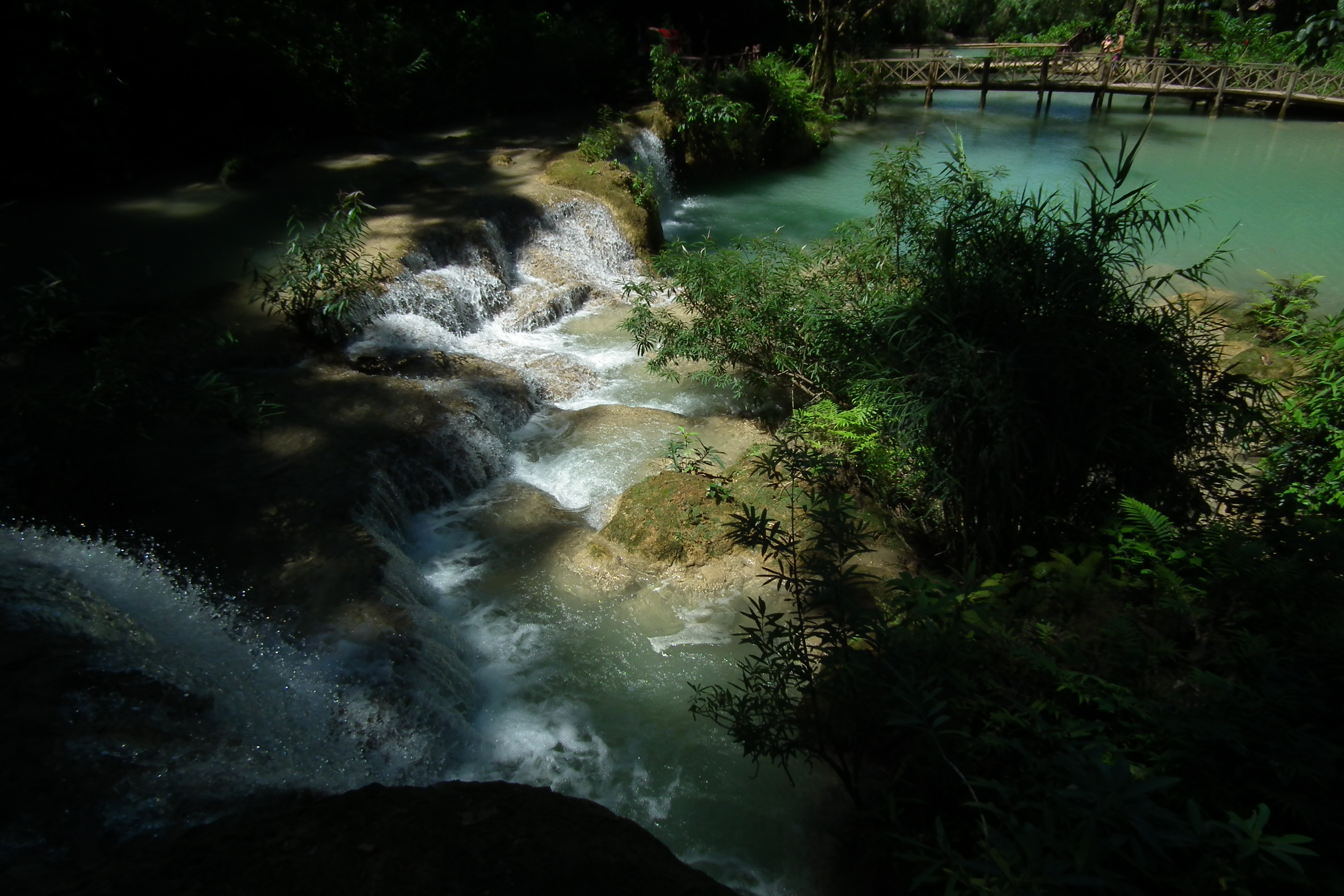
神秘的な色を見せる滝つぼ。

流れ落ちる水が非常に美しいことでしられ、観光客に人気のピクニックスポットになっている。滝は幾層にも分かれ流れ落ち、それぞれに滝つぼをもち青い水をたたえている。典型的なトラバーチン（石灰華）の造形による滝である。

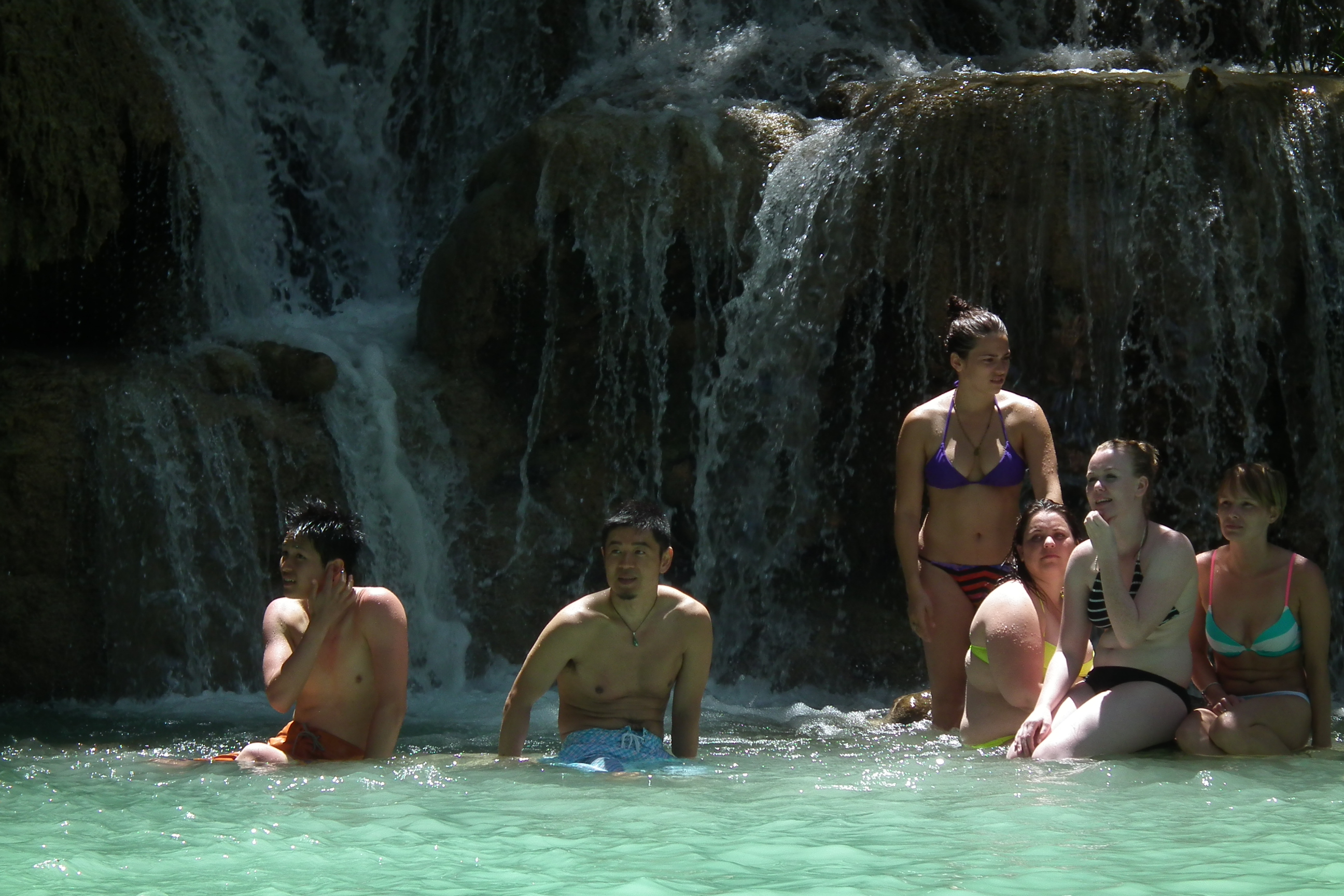
滝壺では水浴をする観光客が多い。

入場券売り場のあるゲートから森林の中のゆるやかな小路を歩いて上がっていくと、清流が現れ、やがて小さな滝と滝つぼが見えてくる。木漏れ日の下、下流側のひろびろとした滝つぼでは泳いだり、飛び込んだりする観光客の姿が多く見られる。滝つぼのうちの少なくとも1つは神聖な場所として閉鎖されている。
周辺は自然公園になっており、最後の落差約50メートルの大きな滝までは遊歩道が完備される（所要約15分）。この滝の左岸側には滝の上流までの小路も続くが、歩くものは少なくやや危険。植生も豊かでトーチジンジャーを初めとする熱帯植物が多く見られる。
ゲートを入ってしばらく行ったところにツキノワグマの保護センターもあり、檻に入ったツキノワグマを見ることができる。ゲート前はみやげ物店、レストランが林立し、不便はない。

## 交通アクセス
- ルアンプラバーン市街から、トゥクトゥクをチャーターし約1時間。料金は交渉によるが、乗り合わせる人数などで変わってくる。たいていの運転手は値引き対策の価格表を持参しているが、それによると1台往復23万キープ (kip)（約2400円）。ただし、交渉次第で半値以下には値切れる。また、運転手同士が連絡し合い、客を1台に集め乗り合いタクシーとなることも多い。（1円＝95キープ）

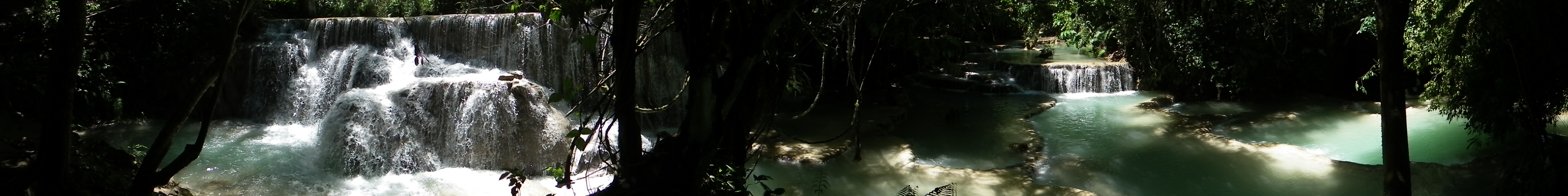
下流にもいくつもの滝が見られ、それぞれの滝つぼは青い水をたたえている

- 入場料：2万キープ。

注：価格・レートは2011年5月現在による。

## ギャラリー

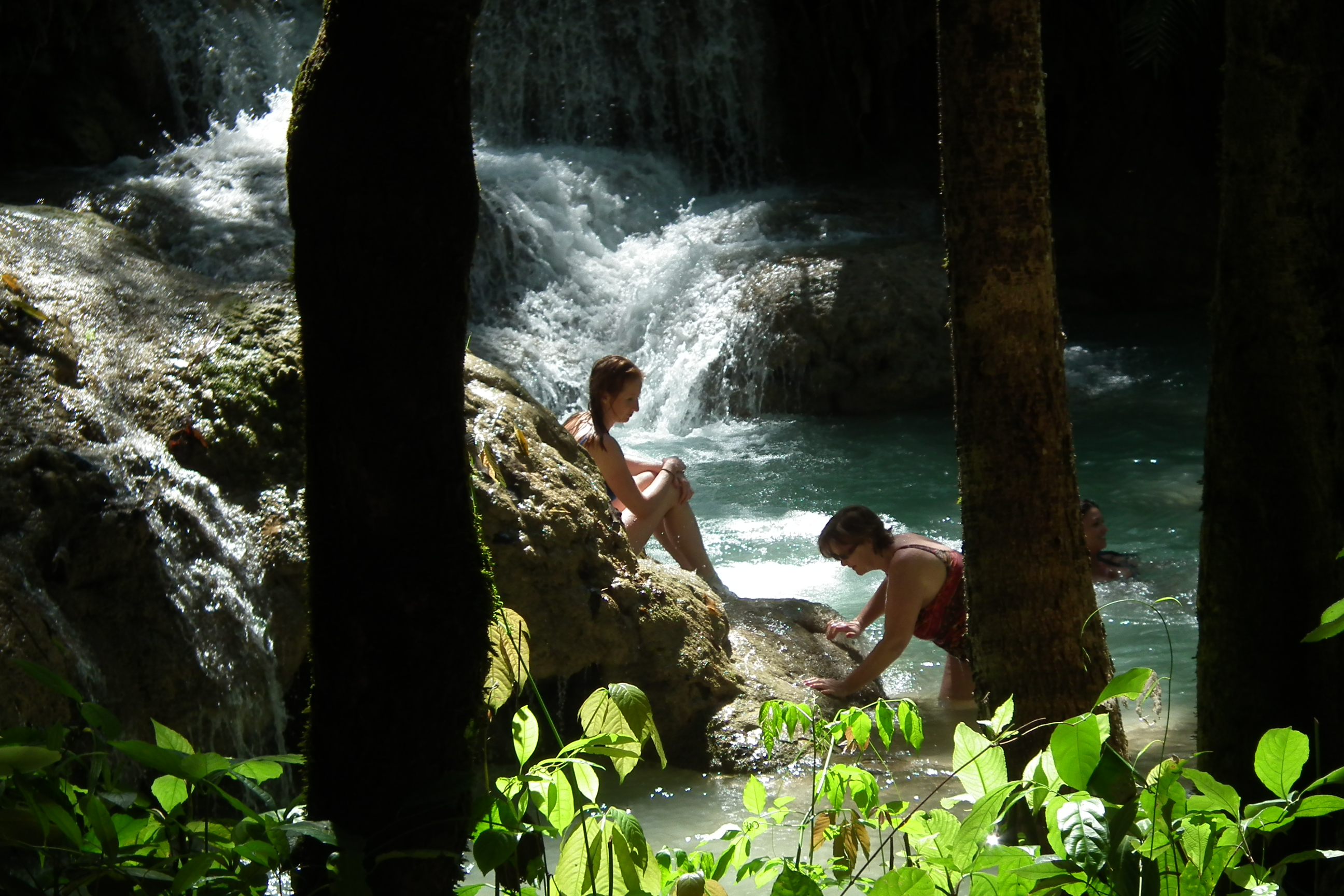
滝つぼは格好の水浴スポットとなっている。
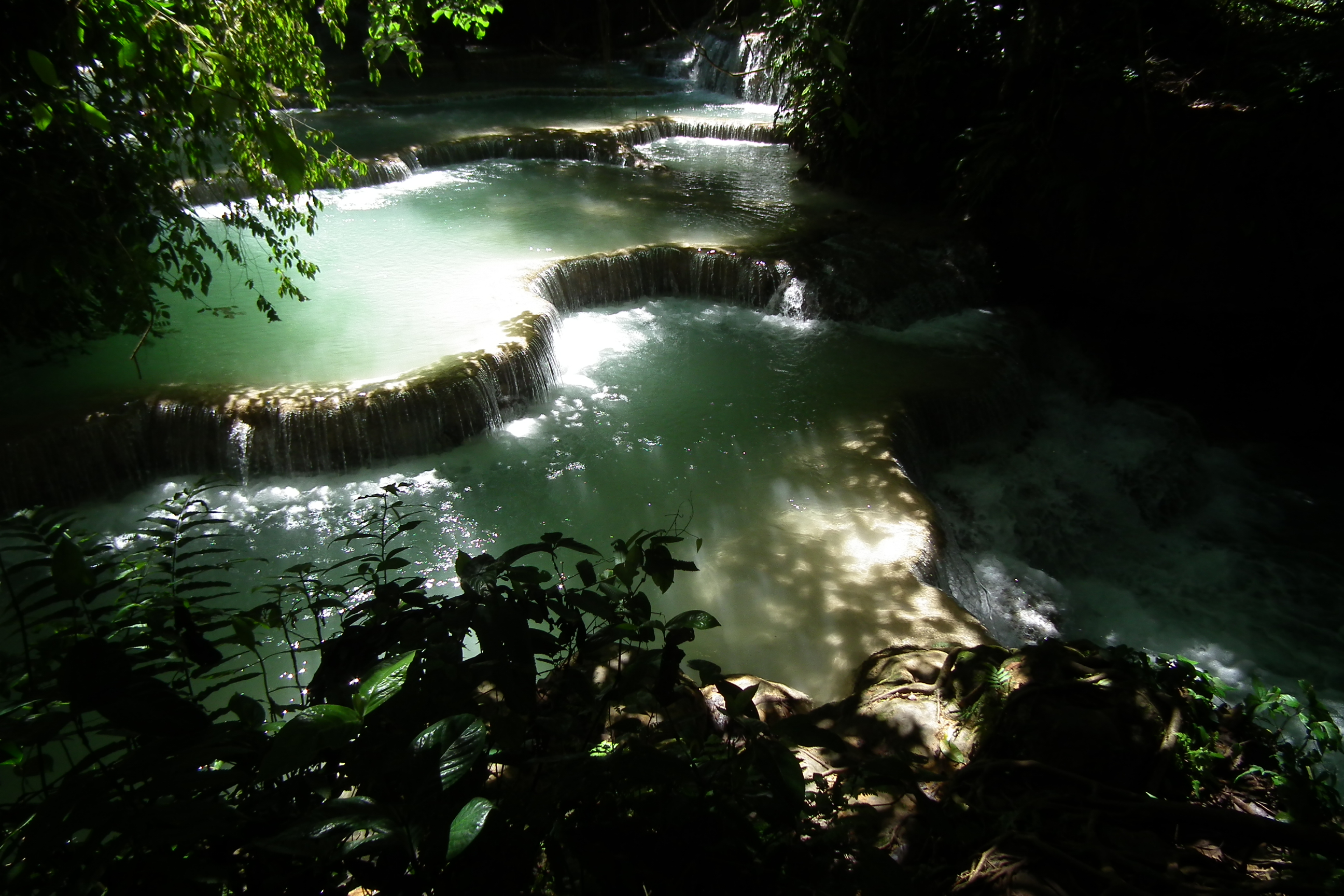
典型的なトラバーチンによる造形。
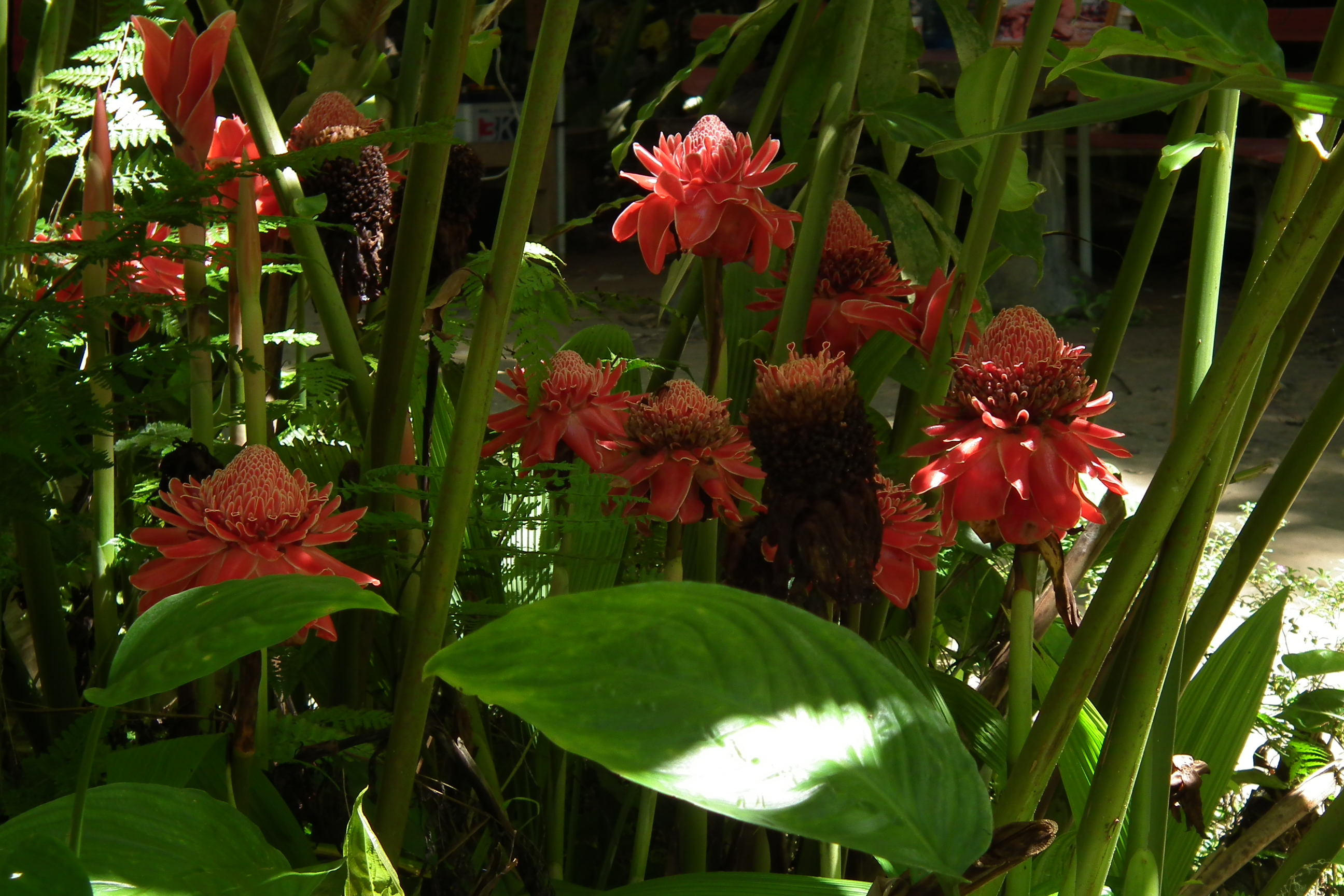
トーチジンジャーが数多く見られる。
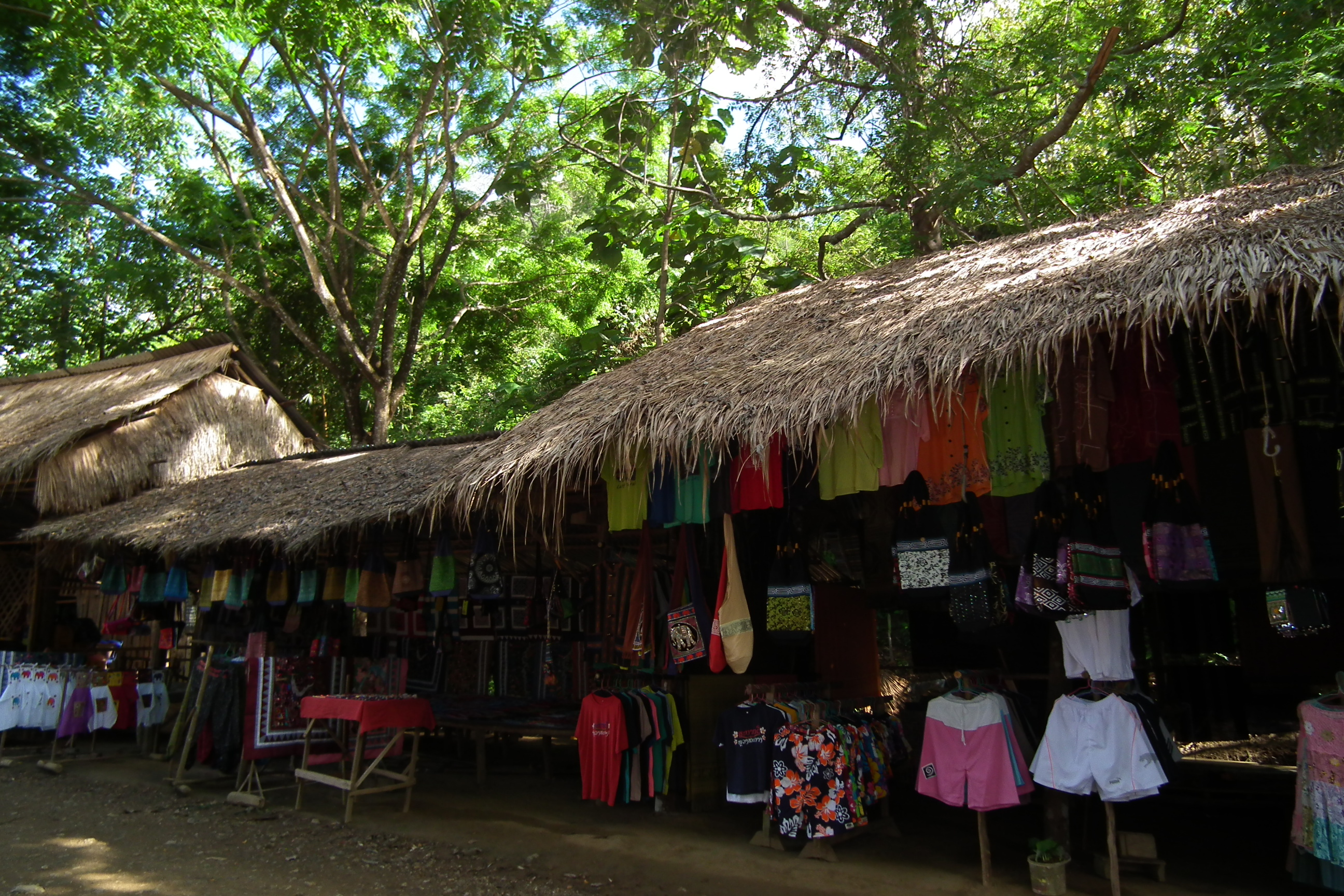
ゲート前広場にはみやげ物店が建ち並ぶ。
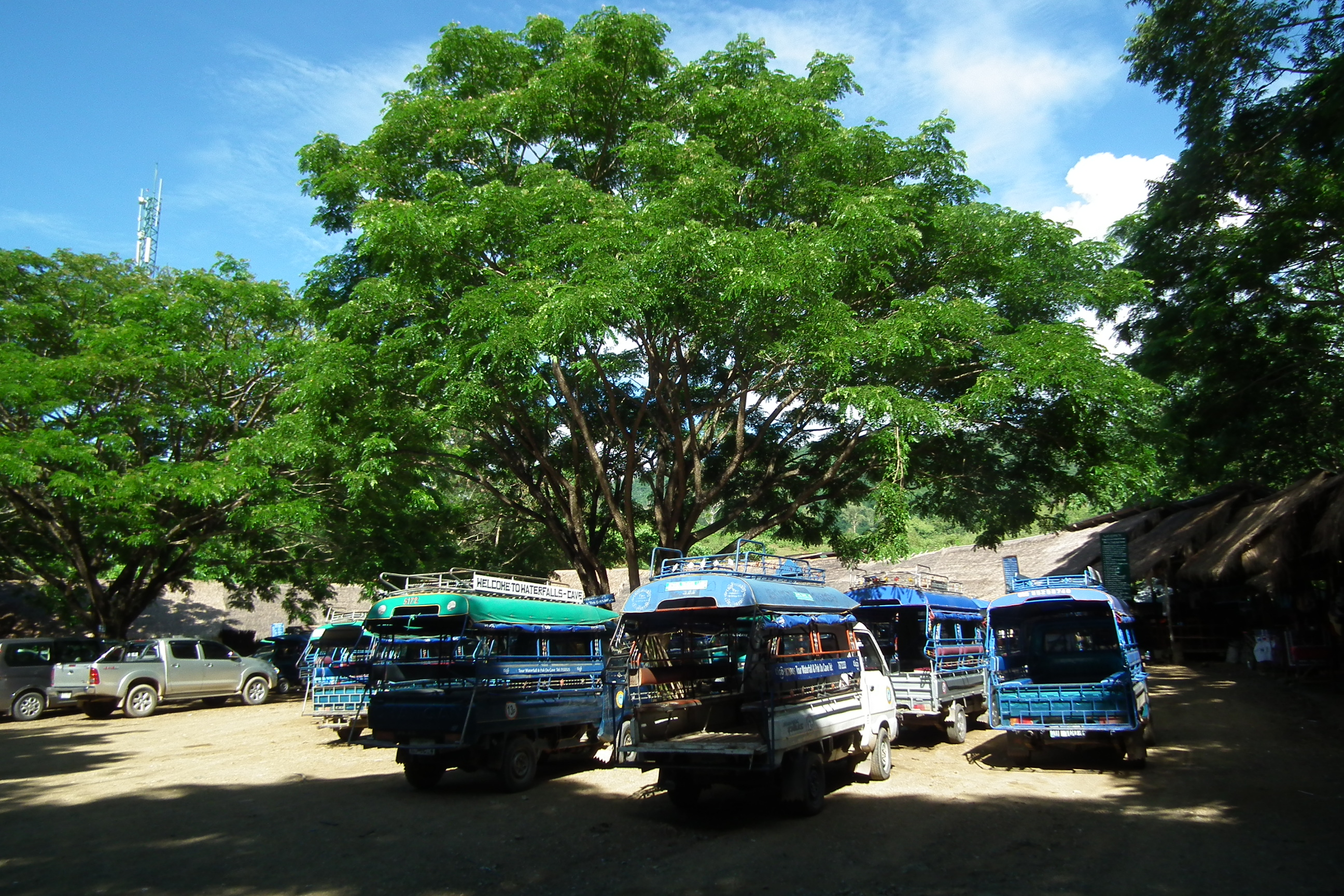
ゲート前の広場。アクセスは、ほとんどがトゥクトゥク。